# Jinabia thesigeri
Jinabia thesigeri är en insektsart som beskrevs av Boris Petrovich Uvarov 1952. Jinabia thesigeri ingår i släktet Jinabia och familjen gräshoppor.

## Underarter
Arten delas in i följande underarter:
- J. t. thesigeri
- J. t. insularis